# NGC 3186-2
NGC 3186-2 is een compact sterrenstelsel in het sterrenbeeld Leeuw. Het bevindt zich in de buurt van NGC 3186-1.

## Synoniemen
- PGC 1310913